# 南雲孝之
南雲 孝之（なぐも たかゆき、1964年5月5日 - ）は、元競輪選手。日本競輪学校（当時。以下、競輪学校）第54期生。現役時代は日本競輪選手会東京支部に在籍、ホームバンクは松戸競輪場であった。師匠は栗田喜孝（21期）。

## 来歴
二松學舍大学附属高等学校に在籍していた1982年、第54回選抜高等学校野球大会に遊撃手として出場し準優勝を経験。しかし同年の夏の甲子園大会には出場できず、将来の目標を見失っていたところ、チームメイトから競輪学校の受験を勧められた。
その後、栗田喜孝に弟子入りし、競輪学校には第54期生として入学。同期には東出剛、三宅勝彦、伊藤勝也らがいる。
1984年9月1日、前橋競輪場でデビューし5着。初勝利は同年同月30日の豊橋競輪場。
1988年から1999年頃まで常時特別競輪（現在のGI）に出場していた。
2020年上期よりA級3班に降格となり、以後競走得点は70点を上回ることができなくなり、2022年12月27日の宇都宮FII最終日第3レース（選抜）で6着となったのをラストレースとした。
2023年1月20日、選手登録消除。現役時代の通算戦績は、3368戦352勝、優勝23回。